# 北宋环庆路帅臣列表
北宋环庆路帅臣，指环庆路安抚司的长官，或称安抚使，或称经略安抚使。

## 历任经略安抚使

### 宋太祖朝
- 刘重进（960年）
- 杨廷璋（960年－966年）
- 伊审徵（966年－968年）
- 袁彦（968年－969年）
- 宋偓（969年－976年）

### 宋太宗朝
- 宋偓（976年－977年）
- 田仁朗（977）
- 慕容德丰（977年－985年）
- 樊知古
- 柳开
- 王延德（986年－991年）
- 刘文质（991年）
- 李继（991年）
- 马知节（992年－993年）
- 程德玄（994年－997年）

### 宋真宗朝
- 程德玄（997年—1001年）
- 郑惟吉（1002年—1003年）
- 杜彦钧（1003年）
- 阎日新（1004年—1006年）
- 孙正辞（1006年—1009年）
- 阎日新（1009年—1018年）
- 曹玮（1019年）
- 张舜臣（1020年—1022年）
- 杜彦钧
- 张齐贤
- 周莹
- 陈兴
- 王嗣宗
- 张佶

### 宋仁宗朝
- 刘平
- 雷孝先
- 曹仪
- 曹琮
- 雷孝先
- 杜惟序
- 刘谦
- 康德舆（1028年—1031年）
- 赵振（1037年—1038年）
- 高继嵩（1038年—1039年）
- 张崇俊（1039年—1040年）
- 范仲淹（1041年—1042年）
- 滕宗谅（1042年—1043年）
- 田况（1043年）
- 孙沔（1043年—1044年）
- 尹洙（1044年）
- 孙沔（1044年—1045年）
- 沈邈（1045年）
- 施昌言（1045年—1047年）
- 孙沔（1047年—1048年）
- 杜杞（1048年—1050年）
- 张昪（1050年—1052年）
- 何中立（1052年—1055年）
- 崔峄（1055年—1057年）
- 傅求（1057年—1058年）
- 刘湜（1058年）
- 周沆（1058年—1061年）
- 韩绛（1061年—1063年）
- 孙长卿（1063年）

### 宋英宗朝
- 孙长卿（1063年—1065年）
- 孙沔（1065年—1066年）
- 蔡挺（1066年—1067年）
- 李肃之（1067年—1068年）

### 宋神宗朝
- 李复圭（1068年—1070年）
- 王广渊（1070年—1072年）
- 楚建中（1073年—1074年）
- 范纯仁（1074年—1077年）
- 高遵裕（1077年—1078年）
- 俞充（1078年—1081年）
- 高遵裕（1081年）
- 曾布（1081年—1082年）
- 赵卨（1082年—1085年）
- 范纯仁（1085年）
- 范纯粹（1085年）

### 宋哲宗朝
- 范纯粹（1085年—1091年）
- 章楶（1091年—1093年）
- 孙览（1093年）
- 范子奇（1093年—1094年）
- 穆衍（1094年—1095年）
- 路昌衡（1095年）
- 孙路（1095年—1098年）
- 胡宗回（1098年—1099年）
- 高遵惠（1099年）
- 蒋之奇（1099年—1100年）

### 宋徽宗朝
- 蒋之奇（1100年）
- 孔平仲（1100年—1101年）
- 苗履（1101年）
- 胡宗回（1101年）
- 曾孝序（1103年—1104年）
- 郑仅（1105年）
- 钱即（1106年—1107年）
- 薛嗣昌（1111年）
- 侯临（1112年）
- 陈亨伯（1113年）
- 姚古（1114年—1120年）
- 宇文虚中（1122年）
- 种师中（1123年—1125年）

### 宋钦宗朝
- 王似（1126年—1127年）